# 특수건설
특수건설은 토목업을 영위하는 건설업체로, 철도 및 도로 입체화공사를 전문 분야로 한다. 지하횡단구조물 비개착시공, 대구경 교량기초시공, 쉴드터널 시공, 산업플랜트 제작 등을 한다.
서해대교, 광안대교, 인천대교, 고속철도 및 싱가폴 고속도로지하구간 및 지하철 등을 시공하는 등 국내외에서 1,100여건 이상의 시공실적을 기록했다. 지하 시공에 많은 노하우를 가진 기업이다.
매출구성은 국내토목 82%, 해외토목 9%, 플랜트 8% 가량으로 이루어진다.

## 테마주
특수건설은 2007년 대선 때는 이명박 후보의 주 공약이었던 4대강 사업의 수혜주로 부각되며 이화공영 등과 함께 이명박의 지지율 추이에 따라 급등한 일이 있다.
2007년 대선이 끝난 후 정치테마주로서는 효력을 다했으나, 그 후 해저터널 테마주, 또는 해저광케이블 테마주로 인식되며 관련 재료가 있을 때마다 급등하는 모습을 보였다. 해저 토목공사에 관련된 테마주로 편입된 것은 특수건설이 지하 토목공사에 전문성이 있기 때문이다.

## 같이 보기
- 테마주
- 정치테마주
- 대한민국 제17대 대통령 선거
- 한반도 대운하
- 4대강 정비 사업

## 참고 문헌
1. ↑  이명박 대운하 공약 수혜 ‘이화공영’ …1500% ‘도약’, 동아일보 2007-12-20
2. ↑  명함 바꿔 부활하는 4대강 테마주 - 조선비즈 Jan 22, 2013